# Доминго
„Доминго“ е български игрален филм от 1980 година на режисьора Милан Огнянов по сценарий на Христо Илиев – Чарли за един неделен ден в Хавана.

## Актьорски състав
Не е налична информация за актьорския състав.